# Chroniques de la Lune noire (jeu vidéo)
Pour la bande dessinée éponyme dont ce jeu est tiré, voir Chroniques de la Lune noire.
Chroniques de la Lune noire est un jeu vidéo de stratégie en temps réel développé et publié par Cryo Interactive en 1999 sur PC. Le jeu se déroule dans l’univers médiéval-fantastique de la bande dessinée Chroniques de la Lune noire, son scénariste – François Marcela-Froideval – ayant collaboré avec l’équipe de développement du jeu. Le joueur y incarne le héros Wismerhill et tente de conquérir l’Empire de Lyhnn. Le gameplay du jeu combine des éléments de stratégie en temps réel et de jeu de rôle. Le héros et ses troupes peuvent en effet accumuler de l’expérience pour progresser et utiliser des sortilèges et des objets magiques. La campagne du jeu diffère de celles de la plupart des jeux du genre, constitué d’une série de scénarios qui s’enchaînent de manière linéaire. Entre chaque mission, le joueur déplace en effet au tour par tour son armée sur une carte stratégique et peut choisir les combats à livrer et gérer les ressources qui lui permettent de recruter des troupes, de les entretenir et de les améliorer. Les missions se déroulent au contraire en temps réel, se focalisent uniquement sur l’aspect tactique et ne permettent pas d’acquérir de nouvelles unités. À sa sortie, il fait l’objet d’une critique très positive dans le magazine Gen4 qui salue notamment sa réalisation, son ambiance fidèle à la bande-dessinée et sa combinaison cohérente entre stratégie en temps réel, jeu de rôle et gestion. Il est en revanche critiqué par le magazine Joystick qui déplore ses combats sans finesse et les lacunes de son interface graphique et de l'intelligence artificielle.

## Trame
Chroniques de la Lune noire se déroule dans l’univers médiéval-fantastique de la bande dessinée Chroniques de la Lune noire, dessinée par Olivier Ledroit et scénarisée par  François Marcela-Froideval, ce dernier ayant collaboré avec l’équipe de développement du jeu,. Le joueur incarne le héros de la bande-dessinée, Wismerhill, et tente de conquérir l’Empire de Lyhnn. La campagne d’initiation du jeu est inspirée du scénario de la bande-dessinée. Le joueur ne contrôle au départ que son héros avec lequel il commence par sauver une ferme puis un village grâce à l’aide de son épée magique et de ses premiers sortilèges. En progressant dans sa quête, il se fait des alliés et est rejoint par d’autres héros de la bande-dessinée, comme le samouraï Murata. Au terme de la campagne d’initiation, il peut choisir de rejoindre l’une des quatre factions rivales du jeu : l’Empire, les Chevaliers de lumière, l’ordre des Paladins de justice ou la Lune noire, une secte maléfique dont les armées sont composées de monstres et de morts-vivants. 

## Système de jeu
Chroniques de la Lune noire est un jeu de stratégie en temps réel qui incorpore des éléments de jeu de rôle. Le héros et ses troupes peuvent en effet accumuler de l’expérience pour progresser et utiliser des sortilèges et des objets magiques. 
Trois modes de jeu sont proposés dans le jeu : les missions spéciales, les escarmouches et la campagne. Les premières sont des affrontements prédéfinis qui opposent les différentes  factions du jeu. Les escarmouches sont des combats que le joueur peut personnaliser en choisissant les forces en présence et la carte où se déroule la bataille. Enfin, la campagne permet au joueur de rejoindre une des quatre factions du jeu – la lumière, la Justice, la Lune noire ou l’Empire –  au terme d’une série de missions d’initiation. À chaque faction correspond une campagne et un niveau de difficulté spécifique. Le mode campagne du jeu diffère de celui de la plupart des jeux de stratégie en temps réel, constitué d’une série de scénarios qui s’enchaînent de manière linéaire. Entre chaque mission, le joueur déplace en effet au tour par tour son armée sur une carte stratégique et peut ainsi choisir les combats à livrer, même s’il peut tomber dans des embuscades qui l’obligent à mener des combats imprévus. Il conserve son armée d’une mission à l’autre et, entre chaque mission, il peut se rendre dans son château qui lui permet d’acheter des troupes ou de rechercher de nouvelles technologies. De leur côté, les missions se déroulent en temps réel et se focalisent uniquement sur l’aspect tactique. Il est ainsi impossible d’acquérir de nouvelles unités pendant ces dernières. Le jeu propose également un éditeur de scénario.

## Accueil
| Chroniques de la Lune noire |      |       |
| Média                       | Pays | Notes |
| Cyber Stratège              | FR   | 4/5   |
| Gen4                        | FR   | 4/5   |
| Jeuxvideo.com               | FR   | 15/20 |
| Joystick                    | FR   | 68%   |
| PC Zone                     | GB   | 70 %  |

À sa sortie,  Chroniques de la Lune noire fait l’objet d’une critique très positive du testeur du magazine Gen4 qui juge que, contrairement à son habitude, Cryo Interactive propose ici « un vrai jeu comme on aimerait en voir plus souvent ». Sur le plan technique, il salue ses graphismes fidèles aux dessins de la bande-dessinée, sa musique adapté à l’ambiance, ses animations « sans failles » et sa « superbe cinématique » d’introduction. Il déplore en revanche quelques bugs, même s’il explique qu’ils seront corrigés dans la version finale du jeu, ainsi que les lacunes de son interface graphique et de son pathfinding qui « viennent gâcher le plaisir ». Concernant son ambiance, il juge qu’il réussit « un sacré tour de force » et « ne trahit pas l’esprit de la bande-dessinée » avec un univers crédible, qui donne vraiment l’impression d’être impliqué dans un conflit d’envergure. Enfin, concernant son système de jeu, il salue son « incroyable » combinaison entre stratégie en temps réel, jeu de rôle et gestion qui forment selon lui un tout cohérent. Il note  également qu’il est « facile à prendre en main », qu’il propose des missions et des unités variées et qu’il offre une bonne durée de vie, grâce à ses nombreux scénarios et à son éditeur de carte, même s’ils déplore l’absence d’un mode multijoueur. Le journaliste de Joystick est beaucoup moins enthousiaste. Il déplore en effet des combats « trop bourrins », ne nécessitant pas d’être un bon stratège pour gagner, et reproche des lacunes à l'interface et à l'intelligence artificielle. Ainsi, s’il estime qu’il est « plus jouable que la majorité des jeux Cryo », il « donne [néanmoins] l’impression de ne pas être fini ». 

## Bande originale
La bande originale du jeu est composée par Pierre Estève, auteur de plusieurs bandes originales de jeux Cryo. Elle est commercialisée sur un CD enrichi de contenus CD-ROM.